# الجامعة الكاثوليكية الأوكرانية
الجامعة الكاثوليكية الأوكرانية مؤسسة تعليم عالي أوكرانية، (بالأوكرانية: Український католицький університет) هي جامعة تقع في لفيف أوبلاست، أوكرانيا. تأسست هذه الجامعة في سنة 1928